# 1,2,5-Thiadiazol
1,2,5-Thiadiazol ist eines der vier isomeren Thiadiazole.

## Vorkommen
1,2,5-Thiadiazol kommt als Untereinheit in einigen Arzneistoffen wie Timolol, Tizanidin, Sulfametrol und Xanomelin oder Tazomelin vor.

## Gewinnung und Darstellung
1,2,5-Thiadiazol wurde erstmals 1967 von Leonard M. Weinstock im Rahmen seiner Dissertation synthetisiert. Nach dieser Publikation wird Ethylendiamin (oder sein Dihydrochlorid) mit Dischwefeldichlorid in Dimethylformamid für 5 Stunden bei 80 °C reagieren gelassen, um das Produkt zu erhalten. Viele verschiedene Derivate von 1,2,5-Thiadiazol, wie etwa das Piazthiol, wurden früher schon auf gleiche Weise synthetisiert, jedoch nicht das 1,2,5-Thiadiazol selbst.

## Eigenschaften
1,2,5-Thiadiazol bildet mit Wasser ein Azeotrop.